# Ligdus chelifer
Ligdus chelifer är en spindelart som beskrevs av Tord Tamerlan Teodor Thorell 1895. Ligdus chelifer ingår i släktet Ligdus och familjen hoppspindlar. Inga underarter finns listade i Catalogue of Life.